# Milo Urban

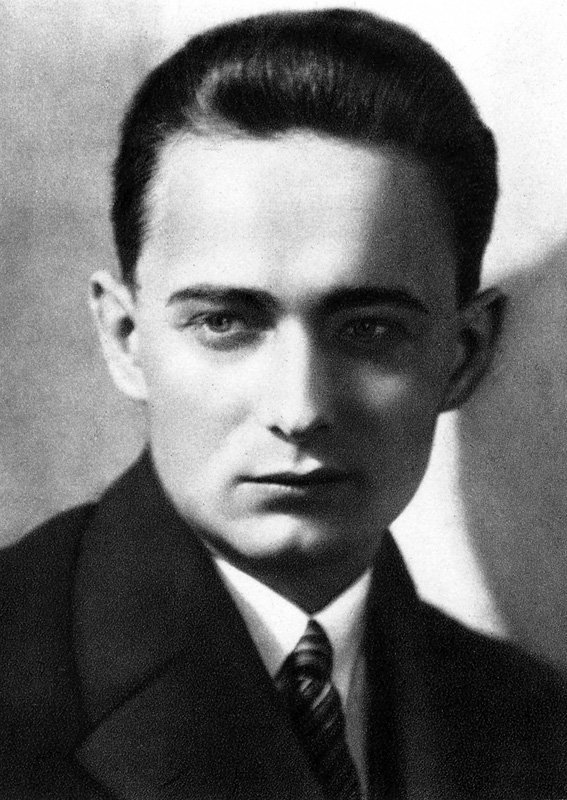
Milo Urban

Milo Urban (ur. 24 sierpnia 1904 w Rabczycy, zm. 10 marca 1982 w Bratysławie) – słowacki pisarz, eseista i tłumacz. Drukował pod pseudonimami Ján Rovňan ml., Podbabjagurský i in.

## Życiorys
Urodził się na Orawie w rodzinie gajowego. Wczesne dzieciństwo spędził w gajówce po masywem Babiej Góry, praktycznie odcięty od cywilizacji. Uczył się w Zázrivej i Orawskiej Półgórze, do gimnazjum uczęszczał w Trzcianie i w Rużomberku. Nauki w gimnazjum nie ukończył z powodów finansowych, podobnie jak nauki w Państwowej Wyższej Szkole Leśnej w Bańskiej Szczawnicy.
Pracował jako redaktor pomocniczy, dziennikarz i reporter w różnych czasopismach i wydawnictwach. W czasach pierwszej Republiki Słowackiej (1939-1945) należał do dużej grupy tzw. artystów „aktywistów”, którzy nie tylko akceptowali ludacki reżim, ale aktywnie pracowali w jego organach. 31 sierpnia wraz z szeregiem innych prominentnych przedstawicieli publicystyki, nauki i sztuki w Tatrzańskiej Łomnicy podpisał tzw. Manifest Łomnicki (słow. Lomnický manifest), włączając się w ten sposób w nurt słowackiego narodowego socjalizmu. W latach 1940–1945 był redaktorem naczelnym dziennika „Gardista”, będącego oficjalnym organem paramilitarnej Gwardii Hlinki.
W 1945 r., tuż przed wkroczeniem wojsk radzieckich do Czechosłowacji, emigrował z rodziną do Austrii, gdzie był internowany w okupacyjnej strefie amerykańskiej i skąd w 1947 r. deportowano go do Czechosłowacji. W 1948 roku został osądzony za działalność dziennikarską w czasie wojny. Ze swojego zaangażowania w ideologię narodowosocjalistyczną tłumaczył się nieudolnie koniecznością ochrony i utrzymania rodziny. Głowę uratowały mu pozytywne opinie dawnych kolegów ze środowisk lewicowych, Jána Smreka i Jána Poničana oraz fakt, że wiele z politycznej odpowiedzialności Urbana przejął jego dobry przyjaciel, były komendant Gwardii Hlinki i minister spraw wewnętrznych reżimu Tiso, Alexander Mach.
Po wyroku utrzymywał się głównie z przekładów. W 1974 r. przeprowadził się do Bratysławy, gdzie mieszkał do końca życia.

## Twórczość

### Proza
- Jašek Kutliak spod Bučinky (1922)
- Za vyšným mlynom (1926)
- Živý bič 1 – 2 (1927)
- Výkriky bez ozveny (1928)
- Hmly na úsvite (1930)
- Z tichého frontu (1932)
- V osídlach (1940)
- Novely (1943)
- Zhasnuté svetlá (1957)
- Kto seje vietor (1964)
- Zelená krv (1970)
- Železom po železe (1996)

### Eseje
- Kade-tade po Halinde (1992)
- Na brehu krvavej rieky (1994)
- Sloboda nie je špás (1995)

### Przekłady na język polski
- Żywy bicz (1966)
- Wołanie bez echa (1974)

Epika Milo Urbana, jego opowiadania i powieść Żywy bicz, na trwałe wpisały się w słowacką literaturę modernizmu. Poprzez głęboką analizę środowiska wiejskiego i jego kolektywnej świadomości Urban wzbogacił literaturę słowacką o wyraźny rys psychologiczny. Jego postacie cechuje upór w dążeniu do celu, walka o własne istnienie i samoświadomość. W opowiadaniu Za vyšným mlynom walka ta przybiera niemal rozmiar niemal antycznej tragedii.
Jego pierwsze utwory prozatorskie Nešťastník, Už je pozde, Vanitas vanitum, które powstały w latach 1920–1921, mają dziś już jedynie wartość historycznoliteracką, są wyrazem poszukiwania tematów i postaw w najbliższym otoczeniu pisarza. Widoczne są w nich wpływy prozaików realistycznych M. Kukučína oraz S. H. Vajanského, jak również K. Przerwy-Tetmajera, a później również coraz silniejszy wpływ rosyjskich powieściopisarzy F. Dostojewskiego i L. Andriejewa.
W 1922 r. ukazał się debiut książkowy Urbana – opowiadanie Jašek Kutliak spod Bučinky, gdzie po raz pierwszy osiemnastoletni wówczas autor zastosował swoją metodę skoncentrowanej epiki, która potem ujawniła się w jego najdojrzalszym zbiorze opowiadań Výkriky bez ozveny (Wołanie bez echa). W noweli Za vyšným mlynom można zauważyć charakterystyczne dla postaci utworów Urbana splot tragicznych sił oddziaływających wewnątrz człowieka i poza nim, które przyjmują postać „losu” w tajemniczy sposób wpływającego na ludzkie życie tak, jakby był częścią otaczającej przyrody.
W 1927 r. została wydana powieść Żywy bicz, która jest uznawana za kluczową powieść okresu międzywojennego na Słowacji. Książka była tłumaczona na wiele języków, w tym na niemiecki. W nazistowskich Niemczech była palona na stosach razem z dziełami Tomasza Manna. Akcja powieści rozgrywa się w czasie I wojny światowej. Składa się z dwóch części: Stratené ruky oraz Adam Hlavaj. Urban przedstawia życie społeczności niezdolnej do aktywnego czynu, pogrążonej w letargu. Do książki Żywy bicz nawiązuje powieść Hmly na úsvite, jednak według krytyki wyraźnie jej ustępuje. Powodem miało być nieoczekiwane przejście tematyki wsi, z jej wyraźnie zaznaczonymi postawami, do przestrzeni miejskiej naznaczonej polityką i intrygami, co powodowało kompozycyjną dysharmonię. Trzecią część cyklu stanowi powieść V osídlach.